# Stazione di Taggia-Arma (1872)
Stazione di Taggia-Arma 2001-ben bezárt vasútállomás Olaszországban, Taggia településen.

## Vasútvonalak
Az állomást az alábbi vasútvonalak érintették:
- Genova–Ventimiglia-vasútvonal

## Kapcsolódó állomások
A vasútállomáshoz az alábbi állomások vannak a legközelebb:
- P.M. Capo Verde
- Stazione di Santo Stefano-Riva Ligure